# Lista över psalmer i 1819 års psalmbok i Svenska kyrkan

## Psalmer i1819 års psalmbok
Med * försedd psalm finns i Svenska Akademiens Klassikerserie "Den gamla psalmboken"

## Gud
- 1 Upp, psaltare och harpa Finns på Wikisource.

### Sanningen och trösten av Guds varelse
- 2 Herre, evigt stor i ära
- 3 Höga majestät, vi alla Finns på Wikisource.
- 4 För dig, o Gud! mitt hjerta brinner
- 5 Ve den, som säger: Gud ej är

### Guds väsende och egenskaper
- Evighet och oföränderlighet
- 6 Gud, du av inga skiften vet
- 7 Oändlige, o du vars hand

- Allmakt
- 8 Dig allena vare ära Finns på Wikisource.

- Helighet och rättfärdighet
- 9 Esaias såg den Allraheligste Finns på Wikisource.
- 10 O Gud, som hämnden hörer till

- Allvetenhet och allestädesnärvarelse
- 11 Du, Herre, ser och känner mig Finns på Wikisource.
- 12 I det djupa, i det höga

- Sannfärdighet
- 13 Dig, o Gud, en evig dag

- Godhet och barmhärtighet'
- 14 Fader, under detta namn
- 15 Allt detta goda, som mig fägnar
- 16 Min själ skall lova Herran Finns på Wikisource.

### Guds enhet och treenighet
- 17 Vi tro på en allsmäktig Gud Finns på Wikisource.
- 18 Jag tror uppå den Gud
- 19 Oändlige, i ljusets strålar
- 20 O Evige, o Gud
- 21 O Fader vår, barmhärtig, god Finns på Wikisource.
- 22 Gud trefaldig, statt oss bi Finns på Wikisource.
- 23 O Herre Gud, oändelig
- 24 Allena Gud i himmelrik Finns på Wikisource.
- 25 O Skapare, o gode Gud
- 26 Vi på jorden leva här Finns på Wikisource.

## Skapelsen och försynen

### I allmänhet
- 27 Gud, jag i stoftet böjer mig
- 28 Dig skall min själ sitt offer bära Finns på Wikisource.
- 29 Lova Herren Gud, min själ Finns på Wikisource.
- 30 Store Gud, som tusen världar *
- 31 Du, Herre, i din hägnad tar
- 32 Dig, Herre Gud, är ingen lik
- 33 Jag lyfter mina händer * Finns på Wikisource.

### De förnämsta skapade varelserna
- Änglarna
- 34 Förrän mänskostämmor hördes
- 35 Gud låter sina trogna här * Finns på Wikisource.
- 36 Gud vare tack och ära

- Människan: Kropps- och själsegenskaper, förnuft, fri vilja, samvete, värde och ändamål
- 37 Av dig, o Gud, jag kallad är
- 38 Store Gud, mitt hjärta lär
- 39 Vad Herren äskar, vad är rätt
- 40 Mänska, i ditt hjärta står
- 41 För tidens korta kval och fröjd
- 42 Höj, mänska, höj ur gruset *

- Människan: Människans fall
- 43 Jorden, full av Herrens ära
- 44 Ack, vi äro alla Adams barn

## Återlösningen

### Den fallna människans upprättelse genom Jesus
- 45 Huru länge skall mitt hjärta * Finns på Wikisource.
- 46 Var man må nu väl glädja sig Finns på Wikisource.
- 47 O Jesu Krist, du nådens brunn

### Jesu kärleksfulla uppenbarelse i mänskligheten

#### Jesu anträde till sitt medlarekall (adventspsalmer)
- 48 Jesu, lär mig rätt betrakta
- 49 O Jesu Krist, som mandom tog Finns på Wikisource.
- 50 Förlossningen är vunnen Finns på Wikisource.
- 51 Gläd dig, du Kristi brud * Finns på Wikisource.
- 52 Gör porten hög, gör dörren bred * Finns på Wikisource.
- 53 Bereden väg för Herran * Finns på Wikisource.
- 54 Jerusalem, häv upp din röst * Finns på Wikisource.

#### Jesu födelse (julpsalmer)
- 55 Var hälsad, sköna morgonstund * Finns på Wikisource.
- 56 Se, natten flyr för dagens fröjd Finns på Wikisource.
- 57 Lovsjungen Herrens nåd och makt
- 58 Världens Frälsare kom här Finns på Wikisource.
- 59 Gläd dig, du helga kristenhet Finns på Wikisource.
- 60 En jungfru födde ett barn i dag Finns på Wikisource.
- 61 Var kristtrogen fröjde sig
- 62 Lov vare dig, o Jesu Krist
- 63 Av himlens höjd oss kommet är Finns på Wikisource.

#### Jesu namn
- 64 Välsignat vare Jesu namn Finns på Wikisource.
- 65 Jesu namn begynna skall
- 66 Se, Jesus är ett tröstrikt namn Finns på Wikisource.

#### Ledstjärnan till Betlehem (trettondedagspsalmer)
- 67 En stjärna gick på himlen fram Finns på Wikisource.
- 68 Statt upp, o Sion, och lovsjung Finns på Wikisource.
- 69 Nu segrar alla trognas hopp * Finns på Wikisource.

#### Jesu förnedring
- 70 Helga, Jesu, röst och hjärta

#### Jesu person, lära och gärningar
- 71 Dig jag ödmjukt vill betrakta
- 72 På krubbans strå man lade dig *
- 73 Vänligt över jorden glänser *
- 74 Kriste, som ditt ursprung leder

#### Jesu lidande, död och begravning

##### Allmänna betraktelser över Jesu lidande
- 75 Jesu, lär mig rätt betänka *
- 76 Jesu, du mitt liv, min hälsa Finns på Wikisource.
- 77 Jesu, djupa såren dina *
- 78 Frälsta värld, i nådens under
- 79 O min Frälsare, din smärta

##### Jesus uppgår till Jerusalem, instiftar nattvarden, förrådes
- 80 Vilken kärlek oss bevisad
- 81 Milde människornas vän
- 82 O Gud, varthän ett hjärta drivs

##### Jesus lider i Getsemane, förnekas och fängslas
- 83 Offret stundar
- 84 Min Frälsare, vad själave *Finns på Wikisource.
- 85 Jesu, dig i djupa nöden
- 86 Du går, Guds Lamm, du milda Finns på Wikisource.

##### Se människan!
- 87 Se människan! Ack, vilken lott

#### Hans blod komme över oss!
- 88 Jerusalem, i överdåd

#### Jesu lidande, död och begravning: Och han bar sitt kors
- 89 Du bar ditt kors, o Jesu mild * Finns på Wikisource.

#### Jesu lidande, död och begravning: Jesus på korset
- 90 Din synd, o värld, besinna
- 91 Ditt huvud, Jesu, böjes
- 92 Skåder, skåder nu här alle *
- 93 O du, vår Herre Jesu Krist
- 94 Guds rena Lamm, oskyldig Finns på Wikisource.

#### Jesu lidande, död och begravning: Jesu sista ord på korset
- 95 Vi följt i dag med heta tårar

#### Jesu lidande, död och begravning: Tacksamma suckar vid Jesu kors
- 96 Vi tacke dig, o Jesu god Finns på Wikisource.
- 97 Med rört och tröstat hjärta

#### Jesu lidande, död och begravning: Jesu begravning
- 98 Ack, hjärtans ve
- 99 Så är fullkomnat, Jesu kär *
- 100 Ditt lidande har nått sitt slut
- 101 Den mun är tyst, som bad så ömt

#### Jesu kärleksfulla uppenbarelse i mänskligheten: Jesu uppståndelse (påskpsalmer)
- 102 Vad ljus över griften Finns på Wikisource. *
- 103 Sitt öga Jesus öppnat har
- 104 Nu kommen är vår påskafröjd Finns på Wikisource.
- 105 Du segern oss förkunnar *
- 106 Upp, min tunga, att lovsjunga *
- 107 Sig fröjde nu var kristen man
- 108 Han lever! O min ande, känn Finns på Wikisource.
- 109 Låt oss fröjdas, gladligt sjunga Finns på Wikisource.
- 110 Låt oss nu Jesus prisa
- 111 Jesu, du dig själv uppväckte
- 112 Denna är den stora dagen

#### Jesu kärleksfulla uppenbarelse i mänskligheten: Jesu himmelsfärd
- 113 Till härlighetens land igen * Finns på Wikisource.
- 114 Du som oss frälst ur syndens band
- 115 Uppfaren är vår Herre Krist Finns på Wikisource.
- 116 Allt fullkomnat är, o Jesu

### Jesu andliga världsregering och vård om sin stridande församling
- 117 Upp att Kristi seger fira *
- 118 Din spira, Jesus, sträckes ut Finns på Wikisource.
- 119 Den korta stund jag vandrar här * Finns på Wikisource.
- 120 Ack, bliv hos oss, o Jesu Krist Finns på Wikisource.
- 121 Hjälp, Gud, de trogna äro få
- 122 O Gud, vår broder Abels blod
- 123 Sion klagar med stor smärta
- 124 Vår Gud är oss en väldig borg * Finns på Wikisource.

### Jesu heliga hågkomst och efterföljelse
- 125 Hav i ditt minne Jesus Krist
- 126 Dit du går, dit går ock jag
- 127 Jesus hav i ständigt minne
- 128 O min Jesu, dit du gått
- 129 Jesu, gör mig så till sinnes

## Helgelsen

### Den Helige Andes nåd (pingstpsalmer)
- 130 Du som av gudomsskötet går
- 131 Helige Ande, sanningens Ande
- 132 O du helge Ande, kom till oss in
- 133 Kom, Helge Ande, Herre god
- 134 Kom, Helge Ande, Herre Gud
- 135 Dig, Helge Ande, bedja vi
- 136 Helge Ande, hjärtats nöje *
- 137 Ande, full av nåde
- 138 Kom, Helge Ande, till mig in

### Nådens medel

#### Nådens medel. Ordet
- I allmänhet
- 139 Vi lova dig, o store Gud!
- 140 Av himlens här den Högstes makt *
- 141 Dig, ljusets Fader, vare pris

- Lagen
- 142 Betraktom väl de tio bud
- 143 På Sinai stod Herren Gud
- 144 Gud har av sin barmhärtighet

- Evangelium
- 145 Om, Jesu, på min vandringsstig
- 146 När världens hopp förtvinat stod *
- 147 Så högt har Gud, oss till stor fröjd

#### Nådens medel. Sakramenten.
- Döpelsen
- 148 Helge Ande, du som samlar
- 149 Låt barnen komma hit till mig

- Nattvarden
- 150 O Jesu, än de dina * Finns på Wikisource.
- 151 Jag kommer, Gud, och söker dig
- 152 Jesus Kristus är vår hälsa Finns på Wikisource.
- 153 Vad röst, vad ljuvlig röst jag hör
- 154 Vår Herres, Jesu Kristi, död * Finns på Wikisource.
- 155 Du livets bröd, o Jesu krist
- 156 Jag vill i denna stund
- 157 Säll den som haver Jesus kär Finns på Wikisource.
- 158 Av helig längtan hjärtat slår
- 159 Gud vare lovad och av hjärtat prisad
- 160 Hur kan och skall jag dig
- 161 Dig, Jesu, vare evigt pris

- Nattvardspsalm för en sjuk
- 162 Här ensam på mitt plågoläger

### Nådens ordning
- Nådavalet
- 163 Store Gud, vad skall jag göra

- Kallelsen, väckelsen, upplysningen
- 164 Allt är redo, fallna släkte
- 165 Vak upp! Hör väkten ljuder *
- 166 Gud, min Gud, som dig förbarmar
- 167 En syndig man
- 168 Store Gud, som handen räckte *

- En länge förhärdad syndares uppvaknande
- 169 Mitt samvet' ur sin långa dvala
- 170 Vart flyr jag för Gud och hans eviga lag

#### Nådens ordning. Omvändelsen.
- Kristlig självprövning
- 171 Bepröva mig, min Gud

- Bättringens nödvändighet och vådan av dess uppskov
- 172 Tiden flyr; när vill du börja
- 173 I dag, om Herrens röst du hör

- Behovet av Guds nåd vid känslan av bättringens ofullkomlighet och syndens bedrövliga välde
- 174 Jag arma mänska, ho skall skilja
- 175 Bönhör mig, Gud
- 176 Varthän skall jag dock fly
- 177 Ack, var skall jag tillflykt finna
- 178 Är jag allen en främling här på jorden *
- 179 O du bittra sorgekälla * Finns på Wikisource.

- Ånger och tro (botpsalmer)
- 180 Beklaga av allt sinne Finns på Wikisource.
- 181 O Herre Gud, gör nåd med mig Finns på Wikisource.
- 182 Av djupets nöd, o Gud, till dig Finns på Wikisource.
- 183 Till dig av hjärtans grunde Finns på Wikisource.
- 184 Hjälp mig, min Gud, ack, fräls min själ
- 185 När jag besinnar, store Gud
- 186 Min högsta skatt, o Jesu kär *
- 187 Min synd, o Gud
- 188 O Jesu Krist, min högsta tröst
- 189 Mitt skuldregister, Gud

- Under trons svaghet och misströstan om Guds nåd
- 190 O Gud, jag nödgas klaga
- 191 Misströsta ej att Gud är god *
- 192 Bort, mitt hjärta, med de tankar Finns på Wikisource.

- Trons seger, förtröstan och visshet om syndaförlåtels
- 193 Jag vet på vem jag tror * Finns på Wikisource.
- 194 Till dig allena, Jesus Krist
- 195 O Jesus Krist, i dig förvisst
- 196 Säll den vars överträdelse
- 197 Väl mig i evighet
- 198 Jag tackar dig, min högste Gud *

#### Nådens ordning. Nya födelsen
- 199 O Gud, ditt rike ingen ser

#### Nådens ordning: Rättfärdiggörelsen
- 200 Tvivlan ur min själ försvinne

#### Nådens ordning: Den dagliga förnyelsen under bön, vaksamhet och strid mot andliga fiender
- 201 Skapa i mig, Gud, ett hjärta
- 202 O Gud, som även räckt din hand
- 203 Hjälp mig, Jesu, troget vandra
- 204 Jesu, du min fröjd och fromma Finns på Wikisource.
- 205 Jesu, du som själen spisar
- 206 Vad gott kan jag dock göra
- 207 O Gud, o Gud så from
- 208 Till dig jag ropar, Herre Krist
- 209 Nu skall ej synden mera Finns på Wikisource.
- 210 Vaka själ, och bed * Finns på Wikisource.
- 211 Upp, kristen, upp till kamp och strid Finns på Wikisource.

#### Nådens ordning: Benådade kristnas frid, sällhet och åliggande
- 212 Har jag nåd hos Gud i höjden
- 213 Jesus är min vän den bäste * Finns på Wikisource.
- 214 Jesus är mitt liv och hälsa Finns på Wikisource.
- 215 Jesus allt mitt goda är
- 216 Jesus är min hägnad
- 217 Kom, min kristen, Gud till ära
- 218 Du som fått en kristens namn

## Kristligt sinne och förhållande

### Kristligt sinne och förhållande - I allmänhet

#### Kristligt sinne och förhållande - I allmänhet: Förhållandet till Gud: Kärlek, vördnad, tacksamhet
- 219 Gud, fullkomlighetens källa
- 220 Jag vill dig prisa, Gud, min styrka
- 221 Av hjärtat haver jag dig kär
- 222 Till dig som hjärtat gläder
- 223 O Gud, det är min glädje

#### Kristligt sinne och förhållande - I allmänhet: Förhållandet till Gud: Lydnad för Guds vilja och frimodighet under hans beskydd
- 224 Befall i Herrens händer Finns på Wikisource.
- 225 Säll du som dig åt Gud betror
- 226 På dig jag hoppas, Herre kär Finns på Wikisource.
- 227 Gud är vår starkhet och vårt stöd Finns på Wikisource.
- 228 Mitt fasta hopp till Herren står
- 229 Min Gud, på dig förtröstar jag
- 230 Var glad, min själ, och fatta mod
- 231 Ack, min själ, hav gladligt mod
- 232 Låt icke det förtryta dig

#### Kristligt sinne och förhållande - I allmänhet: Förhållandet till Gud: Tålamod och tröst av Guds godhet under korset och bedrövelsen
- 233 Hav tålamod, var from och god
- 234 Gud, du är kärleksrik och god
- 235 Ju större kors, ju bättre kristen Finns på Wikisource.
- 236 Ljuva kors, min själs behov
- 237 I världen är så mörkt och tungt
- 238 Den vedervärdighet som mig eländan trycker Finns på Wikisource.
- 239 Min själ och sinne, låt Gud råda *
- 240 Gud, låt min bön dig täckas
- 241 Mitt öga, spar nu dina tårar Finns på Wikisource.
- 242 När värld och vänner lämna dig
- 243 O säg, min själ, vi du förfäras
- 244 Vad sörjer du så svåra
- 245 Varför sörja, varför klaga
- 246 Herre, du som sänder trösten *

#### Kristligt sinne och förhållande - I allmänhet: Förhållandet till Gud: Glädje i Gud och förnöjsamhet med hans behag under alla skiften
- 247 Glädje utan Gud ej finnes *
- 248 Gud, min Gud, till dig jag ser
- 249 Du, Herre Gud, allena
- 250 Uti din nåd, o Fader blid Finns på Wikisource.
- 251 Vad min Gud vill, det alltid sker
- 252 På Gud, och ej på eget råd
- 253 Som dig, Gud, täckes, gör med mig
- 254 Vad Gudi täckes, är mig täckt Finns på Wikisource.
- 255 Evad du tager eller ger
- 256 O Herre, för allt gott
- 257 Vad kan dock min själ förnöja Finns på Wikisource.

#### Kristligt sinne och förhållande - I allmänhet: Förhållandet till Gud: Umgänge med Gud i bönen
- 258 Att bedja Gud han själv oss bjöd
- 259 Skapare, att nalkas dig
- 260 O Gud, all sannings källa * Finns på Wikisource.
- 261 Mitt hjärta, fröjda dig

#### Kristligt sinne och förhållande - I allmänhet: Förhållandet till Gud: Herrens bön
- 262 Herre, du som från det höga

#### Kristligt sinne och förhållande - I allmänhet: Förhållandet till Gud: Guds lov
- 263 O Gud, vi lova dig Finns på Wikisource.
- 264 Lova vill jag Herran, Herran Finns på Wikisource.
- 265 Dig vare lov och pris, o Krist
- 266 Lovsjungom Herren, låtom oss med fröjdeljud Finns på Wikisource.
- 267 Lovsjungen Herren, som i det höga Finns på Wikisource.
- 268 Hela världen fröjdes Herran Finns på Wikisource.
- 269 Ditt namn, o Gud, jag lova vill Finns på Wikisource.
- 270 Lovad vare Herren Finns på Wikisource.
- 271 Loven Gud i himmelshöjd Finns på Wikisource.
- 272 Nu tacken Gud, allt folk Finns på Wikisource.

#### Kristligt sinne och förhållande - I allmänhet: Förhållandet till oss själva och nästan: Ödmjukhet, saktmod, stilla leverne
- 273 Anamma from de dyra nådeorden
- 274 Allt mänskosläktet av ett blod
- 275 Stilla jag på dig vill akta

#### Kristligt sinne och förhållande - I allmänhet: Förhållandet till oss själva och nästan: Ståndaktighet, rättvisa, redlighet i handel och vandel
- 276 Vem är bland Jesu rätta vänner Finns på Wikisource.
- 277 Ho är den som, trött av striden *
- 278 O mänska, hör det bud
- 279 Giv, Gud, att ren och samvetsgrann

#### Kristligt sinne och förhållande - I allmänhet: Förhållandet till oss själva och nästan: Försakelse, flit och förnöjsamt sinnelag
- 280 Av rikedom och världslig fröjd
- 281 Ej guld och rikedom jag har
- 282 Ej större bröd oss kommer till
- 283 Kristen, klandra ej din lycka
- 284 I din vård, som räcker till

#### Kristligt sinne och förhållande - I allmänhet: Förhållandet till oss själva och nästan: Människokärlek, barmhärtighet, försonlighet
- 285 I mänskors barn, som alla ägen
- 286 Gud, som gläder mina dagar *
- 287 Säll den som, mot den arma huld
- 288 När trygg och mätt du somnar in
- 289 Mitt vittne vare Gud

#### Kristligt sinne och förhållande - I allmänhet: Förhållandet till oss själva och nästan: Måttlighet och nykterhet
- 290 Du, som låter mig erfara
- 291 Hur mild och nådig är vår Gud

#### Kristligt sinne och förhållande - I allmänhet: Förhållandet till oss själva och nästan: Kyskhet
- 292 Gud säger, att den salig är
- 293 Salig den, vars hjärta lågar

#### Kristligt sinne och förhållande - I allmänhet: Förhållandet till oss själva och nästan: Hjärtats renhet
- 294 Ho är den för Herren träder

#### Kristligt sinne och förhållande - I allmänhet: Förhållandet till oss själva och nästan: Tidens och världens rätta bruk
- 295 O Gud, om allt mig säger

#### Kristligt sinne och förhållande - I allmänhet: Förhållandet till oss själva och nästan: Nöjets rätta bruk
- 296 O kärleksrike Gud

#### Kristligt sinne och förhållande - I allmänhet: Förhållandet till oss själva och nästan: Tungans rätta bruk
- 297 Du som åt människan

#### Kristligt sinne och förhållande - I allmänhet: Förhållandet till oss själva och nästan: Den angelägnaste omsorgen
- 298 Oss kristna bör tro och besinna *

### Med avseende på särskilda personer, tider och omständigheter

#### Med avseende på särskilda personer, tider och omständigheter: Överhet, undersåtar, fädernesland
- 299 Om nåd och rätt jag tänker sjunga
- 300 Hell, konung! Säll och lyckosam Finns på Wikisource.
- 301 Dig, våra fäders goda land Finns på Wikisource.
- 302 Vår konung och vårt fosterland Finns på Wikisource.
- 303 Förlän oss, Gud, din helga frid Finns på Wikisource.
- 304 O Gud, vår konung lyckliggör Finns på Wikisource.
- 305 Välsigna, gode Gud, vår konung och vårt land Finns på Wikisource.
- 306 Förgäves all den omsorg är
- 307 Se, huru gott och ljuvligt är
- 308 Kristen, var för Herrens skull Finns på Wikisource.

#### Med avseende på särskilda personer, tider och omständigheter: Domare och rättssökande
- 309 O store Allmakts-Gud
- 310 I Guds församling Herren Gud
- 311 Herre, du som himlens lagar
- 312 När du på samvete och ed

#### Med avseende på särskilda personer, tider och omständigheter: Lärare och åhörare: I allmänhet
- 313 O gode Herde, du som gav ditt liv för fåren
- 314 O Gud, som herdar givit

#### Med avseende på särskilda personer, tider och omständigheter: Lärare och åhörare: Vid prästvigning
- 315 O, Herre, ho skall bo Finns på Wikisource.
- 316 Av dig förordnad, store Gud *

#### Med avseende på särskilda personer, tider och omständigheter: Lärare och åhörare: Vid prästval
- 317 O Gud, ditt folk dig beder
- 318 Du som din församling vårdar

#### Med avseende på särskilda personer, tider och omständigheter: Lärare och åhörare: Vid en biskops inställande i ämbetet
- 319 Väktare på Sions murar

#### Med avseende på särskilda personer, tider och omständigheter: Lärare och åhörare: Vid en kyrkas invigande
- 320 Se, milde Gud, i nåd

#### Med avseende på särskilda personer, tider och omständigheter: Lärare och åhörare: På sabbatens morgon
- 321 Hur härlig, Gud, din sol uppgår *
- 322 Mitt hjärta, Jesu, denna dag

#### Med avseende på särskilda personer, tider och omständigheter: Lärare och åhörare: Vid ringning till gudstjänst
- 323 Hör, Gud ännu sin nåd dig bjuder Finns på Wikisource.

#### Med avseende på särskilda personer, tider och omständigheter: Lärare och åhörare: Gudstjänstens glädje och högtidlighet
- 324 O Gud, det är en hjärtans tröst Finns på Wikisource.
- 325 O huru ljuvlig är
- 326 Hur fröjdar sig i templets famn

#### Med avseende på särskilda personer, tider och omständigheter: Lärare och åhörare: Före predikan
- 327 Kom, frälsta hjord
- 328 Hit, o Jesu, samloms vi Finns på Wikisource.
- 329 O Gud, som hörer allas röst
- 330 O Jesu Krist, dig till oss vänd Finns på Wikisource.

#### Med avseende på särskilda personer, tider och omständigheter: Lärare och åhörare: Efter predikan
- 331 Tack, o Jesu, för det ord
- 332 Såleds är vår kyrkogång

#### Med avseende på särskilda personer, tider och omständigheter: Lärare och åhörare: Husbönder och tjänare
- 333 O Gud, mig kristlig nyttja lär
- 334 Du, Herre, avskilt har min lott

#### Med avseende på särskilda personer, tider och omständigheter: Makar, föräldrar, barn: Vid brudvigsel
- 335 Gud, välsigna dessa hjärtan
- 336 O du, vars kärlek sig förklarar Finns på Wikisource.
- 337 Nu blott för världen två Finns på Wikisource.

#### Med avseende på särskilda personer, tider och omständigheter: Makar, föräldrar, barn: För äkta makar
- 338 Du, Herre, gott ej fann
- 339 Säll är den man, som fruktar Gud Finns på Wikisource.

#### Med avseende på särskilda personer, tider och omständigheter: Makar, föräldrar, barn: För föräldrar
- 340 O Gud, du skänkt mig barn
- 341 Du som var den minstes vän *

#### Med avseende på särskilda personer, tider och omständigheter: Makar, föräldrar, barn: För barn
- 342 O Gud, som ej de spädas röst föraktar

#### Med avseende på särskilda personer, tider och omständigheter: Makar, föräldrar, barn: För en husfader eller husmoder vid ett årsskifte
- 343 Gode Gud, som lät mig hinna

#### Med avseende på särskilda personer, tider och omständigheter: Makar, föräldrar, barn: Vid en makes död
- 344 Ack, döden haver hädanryckt

#### Med avseende på särskilda personer, tider och omständigheter: Makar, föräldrar, barn: Vid ett barns död
- 345 Så snart for då min fröjd sin kos

#### Med avseende på särskilda personer, tider och omständigheter: Makar, föräldrar, barn: Vid en faders död
- 346 Ack, ren i unga åren

#### Med avseende på särskilda personer, tider och omständigheter: Makar, föräldrar, barn: Vid en moders död
- 347 Du som för mig så innerlig

#### Med avseende på särskilda personer, tider och omständigheter: Ungdom och ålderdom: För ynglingar
- 348 I blomman av min ungdoms dagar
- 349 O min Gud, vad härlig dager

#### Med avseende på särskilda personer, tider och omständigheter: Ungdom och ålderdom: För en fattig yngling
- 350 Till arv av mina fäder

#### Med avseende på särskilda personer, tider och omständigheter: Ungdom och ålderdom: För ett ungt fruntimmer
- 351 Du vars gudahjärta blödde

#### Med avseende på särskilda personer, tider och omständigheter: Ungdom och ålderdom: För nattvardsungdom
- 352 Kom, o Jesu, väck mitt sinne
- 353 För dig jag träder fram
- 354 Du som, förrän min mun dig nämna kunnat
- 355 Hur rörs, o Gud, mitt unga sinne
- 356 Du som i ditt ord förkunnar

#### Med avseende på särskilda personer, tider och omständigheter: Ungdom och ålderdom: För äldre kristens tackoffer på sin födelsedag
- 357 O Gud, som mina steg ledsagar

#### Med avseende på särskilda personer, tider och omständigheter: Ungdom och ålderdom: För ålderstigna
- 358 Ålderdomen redan sprider
- 359 Mig dagen flyr
- 360 Jag haver en gång varit ung

#### Med avseende på särskilda personer, tider och omständigheter: Sjukdom och hälsa: Under allmänna farsoter
- 361 Herre, mäktig att befalla

#### Med avseende på särskilda personer, tider och omständigheter: Sjukdom och hälsa: För sjuka
- 362 O Jesu Krist, du är min vän den bäste
- 363 Gud, som mig i kärlek kände
- 364 Ack, huru plågas jag

#### Med avseende på särskilda personer, tider och omständigheter: Sjukdom och hälsa: För en blind
- 365 Jag får ej se Guds dag

#### Med avseende på särskilda personer, tider och omständigheter: Sjukdom och hälsa: Vid hälsobrunnar
- 366 Du, all hälsas källa

#### Med avseende på särskilda personer, tider och omständigheter: Sjukdom och hälsa: Tacksägelse efter sjukdom
- 367 O Gud, som skiftar allt

#### Med avseende på särskilda personer, tider och omständigheter: Sjukdom och hälsa: För en hustru, som skall kyrktagas
- 368 Gud, min Gud, som ville än

#### Med avseende på särskilda personer, tider och omständigheter: Sjukdom och hälsa: För friska
- 369 Hälsans gåva, dyra gåva

#### Med avseende på särskilda personer, tider och omständigheter: Resande till lands och vatten
- 370 I Herrens namn far jag åstad
- 371 Nu farväl, vårt fosterland

#### Med avseende på särskilda personer, tider och omständigheter: Resande till lands och vatten: Efter storm på havet
- 372 Kring rymden breddes fasa *

#### Med avseende på särskilda personer, tider och omständigheter: Botfärdiga fångar
- 373 O Gud, vem skall jag klaga
- 374 Ack, Herre, dig förbarma
- 375 O Herre Gud, var har jag gjort

#### Med avseende på särskilda personer, tider och omständigheter: Freds- och krigstider: Bön om fred
- 376 Fridens Gud, oss frid förläna Finns på Wikisource.

#### Med avseende på särskilda personer, tider och omständigheter: Freds- och krigstider: Bön under krig
- 377 O du som har ett hult försvar

#### Med avseende på särskilda personer, tider och omständigheter: Freds- och krigstider: Krigspsalmer
- 378 Förfäras ej, du lilla hop * Finns på Wikisource.
- 379 Nu Herren Gud välsigne oss
- 380 Jag tror på Gud och vet

#### Med avseende på särskilda personer, tider och omständigheter: Freds- och krigstider: Tacksägelse efter seger
- 381 Förtälja vill jag, Gud, din nåd

#### Med avseende på särskilda personer, tider och omständigheter: Freds- och krigstider: Tacksägelse för fred
- 382 Lov ske dig, store Gud
- 383 Ära ske Herren

#### Med avseende på särskilda personer, tider och omständigheter: Allmänna bön- och klagodagar
- 384 Herre, dig i nåd förbarma Finns på Wikisource.
- 385 O du som alla hjärtan ser
- 386 Hör ditt Sions bittra klagan
- 387 Vänd av din vrede Finns på Wikisource.
- 388 Store Gud, med skäl du klagar
- 389 Vänden om, I sorgsna sinnen
- 390 En Gud med faders hjärtelag
- 391 En jämmerlig och usel ting * Finns på Wikisource.

#### Med avseende på särskilda personer, tider och omständigheter: Årets tider och jordens fruktbarhet: Våren
- 392 Den blida vår är inne Finns på Wikisource.

#### Med avseende på särskilda personer, tider och omständigheter: Årets tider och jordens fruktbarhet: Sommaren
- 393 Naturen åter träder *
- 394 Den blomstertid nu kommer * Finns på Wikisource.

#### Med avseende på särskilda personer, tider och omständigheter: Årets tider och jordens fruktbarhet: I långvarig väta
- 395 O Gud, din himmel gråter

#### Med avseende på särskilda personer, tider och omständigheter: Årets tider och jordens fruktbarhet: I långvarig torka
- 396 Du mänskors Fader

#### Med avseende på särskilda personer, tider och omständigheter: Årets tider och jordens fruktbarhet: Tacksägelse efter regn
- 397 Sin suck naturen skickar

#### Med avseende på särskilda personer, tider och omständigheter: Årets tider och jordens fruktbarhet: När åskan går
- 398 Herre, när din allmakts under

#### Med avseende på särskilda personer, tider och omständigheter: Årets tider och jordens fruktbarhet: Bön om jordens fruktbarhet
- 399 Giv oss, o Gud, ett dagligt bröd

#### Med avseende på särskilda personer, tider och omständigheter: Årets tider och jordens fruktbarhet: Skördetiden
- 400 I nåd du, Herre, på oss tänkt Finns på Wikisource.

#### Med avseende på särskilda personer, tider och omständigheter: Årets tider och jordens fruktbarhet: Tacksägelse för jordens fruktbarhet
- 401 Hur ljuv, o Gud, hur säll den lott
- 402 Gud över oss förbarmar sig

#### Med avseende på särskilda personer, tider och omständigheter: Årets tider och jordens fruktbarhet: I missväxtår
- 403 O Herre, var oss nådelig

#### Med avseende på särskilda personer, tider och omständigheter: Årets tider och jordens fruktbarhet: Hösten
- 404 Med hastat lopp och dunkelt sken *

#### Med avseende på särskilda personer, tider och omständigheter: Årets tider och jordens fruktbarhet: Vintern
- 405 Var glad uti den goda dag

#### Med avseende på särskilda personer, tider och omständigheter: Årets början och slut: Nyårspsalmer
- 406 Du som härlig ställde
- 407 Än ett år uti sitt sköte * Finns på Wikisource.
- 408 Snabbt som blixten de försvinna Finns på Wikisource.
- 409 Till dig, o Gud, mitt hjärta hastar
- 410 Din godhet rätt att lova
- 411 Det gamla år framgånget är
- 412 Vår tid är ganska flyktig här
- 413 Giv, o Jesu, fröjd och lycka

#### Med avseende på särskilda personer, tider och omständigheter: Årets början och slut: Vid årets slut
- 414 Ack, jordens barn, vår tid är kort
- 415 Så lyktar än ett år sitt lopp

#### Med avseende på särskilda personer, tider och omständigheter: Morgon och afton: Morgonpsalmer
- 416 Lov, pris och ära vare dig
- 417 När jag om morgonen uppstår
- 418 Att dig, o Gud, mitt offer bära
- 419 Jag lever och upphöjer
- 420 Din klara sol går åter opp * Finns på Wikisource.
- 421 Pris vare Gud, som låter
- 422 O Gud, som åter värdes mig
- 423 Morgonrodnan mig skall väcka *
- 424 Den signade dag Finns på Wikisource.
- 425 Min Gud och Fader käre Finns på Wikisource.
- 426 Ljus av ljus, o morgonstjärna *
- 427 O Gud, dig vare lov och pris
- 428 Varmed skall jag dig lova Finns på Wikisource.
- 429 Vak upp, min själ, giv ära
- 430 Vak upp, min själ, och var ej sen *
- 431 Vi tacka dig så hjärtelig

#### Med avseende på särskilda personer, tider och omständigheter: Morgon och afton: Aftonpsalmer
- 432 O Gud, som allt med vishet styr
- 433 När allt omkring mig vilar *
- 434 Så går en dag än från vår tid Finns på Wikisource.
- 435 I min stilla hyddas sköte
- 436 Din sol går bort
- 437 Jag i tysta skuggors timmar *
- 438 Den ljusa dag framgången är
- 439 Nu är en dag framliden Finns på Wikisource.
- 440 Nu haver denna dag * Finns på Wikisource.
- 441 Nu denna dag förliden är
- 442 Nu vilar hela jorden *
- 443 Var nu redo, själ och tunga

#### Med avseende på särskilda personer, tider och omständigheter: Morgon och afton: Vid aftonklämtningen
- 444 Min vilotimma ljuder

#### Med avseende på särskilda personer, tider och omständigheter: Före och efter måltiden
- 445 Ifrån min födslotimma
- 446 Dig prisa vi, o Herre
- 447 Herre, du för oss i nåd

### Med avseende påde yttersta tingen

#### Med avseende på de yttersta tingen: Livets korthet och dödens visshet
- 448 Gud, lär mig dock besinna
- 449 Snart döden skall det öga sluta *
- 450 Ack, att i synd vi slumra bort
- 451 Mina levnadstimmar stupa *
- 452 Jag går mot döden, var jag går Finns på Wikisource.
- 453 Mänska, o, vi dröjer du
- 454 I levernets bekymmer sänkt

#### Med avseende på de yttersta tingen: Längtan till det himmelska och eviga vid betraktandet av världens fåfänglighet och onda väsende
- 455 Allt vad vi på jorden äga
- 456 Far din väg, du onda värld Finns på Wikisource.
- 457 Ack, vad är dock livet här *
- 458 Du snöda värld, farväl
- 459 När jag uti min enslighet *
- 460 Såsom hjorten träget längtar
- 461 O hoppets dag, som klarnar opp *

#### Med avseende på de yttersta tingen: En varnande åtanke på den osaliga evigheten
- 462 Du som förhärdad gäckas
- 463 O evighet, din längd mig fast förskräcker Finns på Wikisource.
- 464 Ho satans boning tänker på
- 465 O syndaträl, som i din dvala dröjer *

#### Med avseende på de yttersta tingen: En sent uppväckt men botfärdig syndares suckar mot döden
- 466 Beklaga och begråta
- 467 Herre Gud, för dig jag klagar *

#### Med avseende på de yttersta tingen: Kristlig bön om en salig ändalykt och stilla hängivenhet under Guds vilja
- 468 Gud, dig min sak hemställer jag
- 469 O Jesu Krist, sann Gud och man
- 470 Ack, Jesu Krist, mig nåd bete
- 471 O Jesu, när jag hädan skall * Finns på Wikisource.
- 472 Kom, o Jesu, huru länge

#### Med avseende på de yttersta tingen: En trogen själs glädje att skiljas hädan
- 473 Nu vill jag bryta upp *
- 474 Älskar barnet modersfamnen
- 475 Matta öga, trötta sinne
- 476 I världen är jag blott en gäst *
- 477 Jag längtar av allt hjärta Finns på Wikisource.
- 478 Så får jag nu med frid och fröjd
- 479 Min jämmer nu en ände har
- 480 I Kristi sår jag somnar in
- 481 Var är den vän, som överallt jag söker * Finns på Wikisource.
- 482 Mina ögon snart sig lycka
- 483 En fridens ängel ropar *

#### Med avseende på de yttersta tingen: En trogen själs försmak av en salig evighet
- 484 Så skön går morgonstjärnan fram * Finns på Wikisource.
- 485 Herre, när skall jag dig skåda *
- 486 I himmelen, i himmelen * Finns på Wikisource.
- 487 I hoppet sig min frälsta själ förnöjer
- 488 Snart ligger bojan krossad * Finns på Wikisource.

#### Med avseende på de yttersta tingen: Begravningspsalmer: I allmänhet
- 489 Kom, jordens barn, eho du är
- 490 Så vandra vi all världens väg
- 491 Kommen till en Fader åter
- 492 Nu tystne de klagande ljuden *

#### Med avseende på de yttersta tingen. Begravningspsalmer. Vid ett barns begravning
- 493 Säll du som menlös fann din grav

#### Med avseende på de yttersta tingen. Begravningspsalmer. Vid en ung människas begravning
- 494 Stanna, ungdom, och hör till

#### Med avseende på de yttersta tingen. Begravningspsalmer. Vid en värdig själaherdes begravning
- 495 Så vila i välsignelse

#### Med avseende på de yttersta tingen. Begravningspsalmer. Om de dödas uppståndelse och den yttersta domen
- 496 Vaken upp! en stämma bjuder Finns på Wikisource.
- 497 O mänska, till en Fader kom
- 498 En dag skall uppgå för vår syn Finns på Wikisource.
- 499 En gång dö och sedan domen

### Slutpsalm
- 500 Du som fromma hjärtan vårdar Finns på Wikisource. *